# Biblioteca Borja
La Biblioteca Borja és un fons públic bibliogràfic especialitzat en ciències religioses i filosòfiques de la Companyia de Jesús de Catalunya ubicat des de l'any 2011 al Campus d'Esade a Sant Cugat del Vallès.

## Història
Tot i el seu nom actual, Biblioteca Borja, i la seva ubicació a Sant Cugat del Vallès des de l'any 1949, la Biblioteca és hereva de diferents biblioteques que tenen una llarga història.
El seu origen és a Tortosa l'octubre de 1864 quan la Companyia de Jesús va instal·lar-se als locals d'un antic convent de franciscans anomenat el Jesús, a Tortosa-Roquetes. El bisbe de Tortosa, Benet Vilamitjana i Vila, va cedir el local i va fer donació als jesuïtes d'un lot d'uns 4.000 llibres. També allà es va obrir un Centre d'Estudis Superiors, origen de les Facultats de Filosofia i de Teologia.
A finals del segle xix, la biblioteca va incorporar fons a través de donacions, intercanvis i el retorn de llibres dels antics col·legis que la Companyia havia perdut arran de l'expulsió del 1767. Mentrestant, a Barcelona, la Biblioteca del Col·legi Residència del Sagrat Cor es converteix en una de les millors biblioteques privades de la ciutat, gràcies a adquisicions i intercanvis.
L'any 1915 les dues Facultats de Teologia i Filosofia es traslladen al Col·legi Sant Ignasi de Sarrià, a Barcelona, arrossegant amb elles les biblioteques. A Sarrià n'hi ha tres: la central, la de Teologia i la de Filosofia. Els treballs d'investigació d'alguns dels professors van enriquir els fons de les biblioteques. La tasca missional de la Província, sobretot a les Illes Filipines, primer, i a l'Índia, després, també va contribuir i va deixar destacats testimonis a la Biblioteca que haurà de viure encara un altre trasllat.
L'any 1949 es decideix traslladar les Facultats de Teologia i Filosofia a Sant Cugat del Vallès, prenent el nom de Sant Francesc de Borja. El 25 de setembre de 1949 començava una nova etapa per les Facultats i per la Biblioteca. A Sant Cugat, la Biblioteca Borja rep els fons de les residències de jesuïtes de Girona i Tarragona que es van tancar. Després del Concili Vaticà II, la Biblioteca Borja s'obre al públic i es procedeix a la concentració d'altres biblioteques amb aquesta central i la recatalogació de tots els llibres durant dos anys. No solament van arribar milers de llibres de les Biblioteques de la Companyia de Jesús a Catalunya, sinó que, mitjançant compra o intercanvi d'exemplars repetits, en van arribar molts de Granada, Lleó, Osca, Madrid, Menorca, Solsona i el País Basc. La Biblioteca es va enriquir també amb notables obres procedents d'Alemanya, Bèlgica o Itàlia i es van incorporar biblioteques procedents de persones particulars. En pocs anys, la quantitat de volums de la Biblioteca es triplicà i dels 75.000 que tenia en el moment d'arribar a Sant Cugat va passar a 250.000.

## Fons
La Biblioteca Borja està especialitzada en sagrada escriptura, teologia, filosofia i història. Actualment té un fons de monografies d'uns 270.000 volums. Rep 750 revistes especialitzades i 200 d'informació general i religiosa. En conjunt, el fitxer de revistes arriba a la xifra de 7.000 títols. Té 39 incunables identificats i una dotzena d'insegurs; 615 manuscrits i uns 21.000 volums anteriors a l'any 1800; i 342 pergamins. En conjunt, el fitxer de revistes arriba a la xifra de set mil títols.